# Lasioserica soror
Lasioserica soror är en skalbaggsart som beskrevs av Ahrens 2004. Lasioserica soror ingår i släktet Lasioserica och familjen Melolonthidae. Inga underarter finns listade i Catalogue of Life.